# Heinz Sobota
Heinz Sobota (geboren am 9. November 1944 in Bad Sauerbrunn ; gestorben am 26. August 2017 in München) war ein österreichischer Krimineller und Schriftsteller.

## Leben
Heinz Sobota wurde als Sohn des Bankangestellten Karl Sobota im oberösterreichischen Schärding am Inn geboren. Aufgrund von Diebstählen wurde er zu einer Jugendstrafe verurteilt und begann so seine kriminelle Karriere. Nach einer Reihe von strafrechtlichen Delikten und anderen Schwierigkeiten versuchte er seinen Vater umzubringen, wurde wegen Raubes verurteilt und neuerlich in eine Strafanstalt eingewiesen. Im Wiener Milieu wurde er nach der Entlassung als Zuhälter und Gewalttäter bekannt.
Sein Roman „Der Minus-Mann“ entstand in sieben Wochen, während der Haftzeit in einem Marseiller Gefängnis. Wegen der enthaltenen Brutalität wurde das Buch erst nach vielen erfolglosen Versuchen von einem Verlag angenommen, nach der Veröffentlichung aber sofort zu einem Bestseller. Heinz Sobota lebte bis zu seinem Tod in München.

## Film
Trotz vieler Anläufe wurde das Buch von Heinz Sobota bisher nicht verfilmt.
Im März 2018 wurde die Dokumentation Der Minusmann – die Doku von Sladjana Krsteska und Alban Bekic bei der Diagonale in Graz vorgestellt.
Die Filmemacherin Marie Elisa Scheidt drehte bereits 2013 eine kurze Dokumentation mit Heinz Sobota, die sie als semi-fiktional beschreibt und vorwiegend aus der Darstellung von Gesprächen besteht.

## Werke
- Der Minus-Mann. Köln 1978.